# Stephan Grabowski
Stephan Grabowski (* 24. Juni 1767 in Ostaszyn bei Nawahrudak (im heutigen Belarus); † 4. Juni 1847 in Warschau) war ein polnischer General und Staatsmann.

## Leben
Stephan Grabowski kam früh als Offizier in das polnische Heer und rückte schnell zum Oberst eines Infanterieregiments vor. Als dessen Befehlshaber focht er in den Jahren 1792 und 1794 mit Auszeichnung gegen die Russen. Er wurde gefangen genommen und nach Sibirien gebracht, erhielt jedoch nach dem Tod der Kaiserin Katharina II. (1796) seine Freiheit wieder.
1812 trat Grabowski als Brigadegeneral in die Dienste des von Napoleon errichteten Herzogtums Warschau. Er beschäftigte sich mit der Organisation der litauischen Truppen und nahm auf französischer Seite am Russlandfeldzug von 1812 teil. Beim Rückzug der Franzosen aus Russland marschierte er 1813 mit Poniatowski über Krakau durch Österreich und Sachsen und wurde in der Völkerschlacht bei Leipzig verwundet und gefangen genommen.
Nach dem Friedensschluss trat Grabowski als Staatsrat und Generaldirektor im polnischen Kriegsministerium in russische Dienste und wurde 1822 interimistischer sowie 1825 wirklicher Staatssekretär von Kongresspolen mit dem Sitz in Sankt Petersburg. Beim Aufstand in dieser Stadt 1826 leistete er dem Kaiser Nikolaus I. durch seinen Rat, sich persönlich zu zeigen und energische Maßnahmen zu ergreifen, einen wichtigen Dienst. Zur Belohnung wurde er zum Divisionsgeneral befördert. Obgleich er sich in seiner Hoffnung, auch für sein unglückliches Vaterland durch seinen Einfluss Vorteile zu erringen, getäuscht sah, blieb er doch während des polnischen Aufstands von 1830/31 dem russischen Kaiser treu und versuchte in Petersburg vergeblich zu vermitteln. Hierdurch machte er sich missliebig und wurde schließlich 1840 durch den russischen Staatsrat Turkul in seinem Amt ersetzt. Er starb 1847 nach kurzer Krankheit im Alter von knapp 80 Jahren in Warschau.